# La Lettre à Élise
Pour les articles homonymes, voir La Lettre.
La Bagatelle en la mineur, WoO 59, « La Lettre à Élise » (Für Elise) est une pièce musicale pour piano en la mineur composée par Ludwig van Beethoven en 1810,,.

## Qui était Élise?
En 1865, le musicologue Ludwig Nohl retrouve la partition de l'œuvre. Celle-ci est en si mauvais état que seules les deux dernières lettres du titre (« SE ») sont encore visibles. Nohl les aurait ainsi probablement rapprochées de manière arbitraire du nom d'« Élise ». Néanmoins la partition est imprimée et publiée en 1867 sous le titre Für Elise (« Pour Élise »),.
A priori, aucune jeune femme de l'entourage du compositeur ne portait le prénom d'Élise. Selon une des hypothèses les plus probables et la plus retenue par les musicologues, Beethoven aurait en réalité appelé ce morceau Für Therese (« Pour Thérèse »), prénom que portaient deux femmes qui comptèrent énormément dans la vie sentimentale du compositeur : son élève Thérèse de Brunswick (1775-1861) avec qui il entretint une idylle durant deux ans et Therese Malfatti von Rohrenbach zu Dezza (1792–1851), qui était la fille du Viennois Jacob Malfatti von Rohrenbach (1769–1829). Beethoven la demanda en mariage en 1810,, mais celle-ci rejeta sa requête et épousa en 1816 le noble autrichien Wilhelm von Droßdik (1771–1859). La partition a été trouvée dans ses papiers.
Une autre hypothèse, récente, de Klaus Martin Kopitz, est que la dédicataire était la soprano Elisabeth Röckel dont le nom de baptême était « Maria Eva Elise ». Elle fut présentée au compositeur par son frère, le ténor Joseph August Röckel (en), qui chantait dans Fidelio à l'époque où Beethoven dirigeait l'orchestre. Selon Kopitz, Beethoven et Röckel entretenaient des liens d'amitié très étroits, la véritable nature de leur relation restant toutefois incertaine. Kopitz mentionne que la cantatrice avait relaté qu'« au cours d'un dîner, Beethoven avait pincé son bras dans un geste de pure affection ». En 1813, elle épouse le compositeur Johann Nepomuk Hummel, l'ami et néanmoins rival de Beethoven. Peu avant la mort de ce dernier, elle obtint cependant de lui une boucle de ses cheveux.

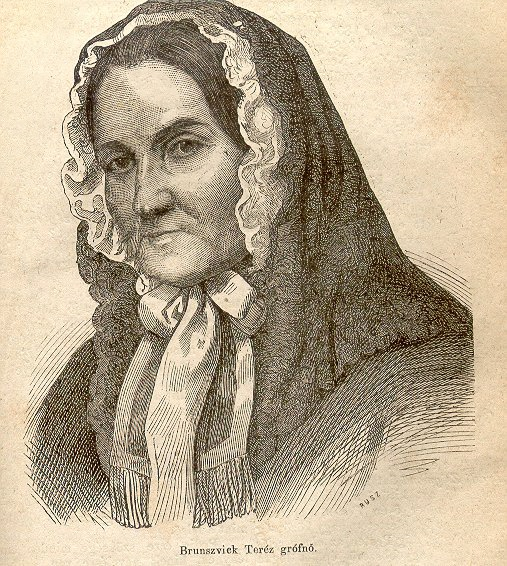
Thérèse de Brunswick
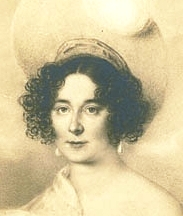
Therese Malfatti
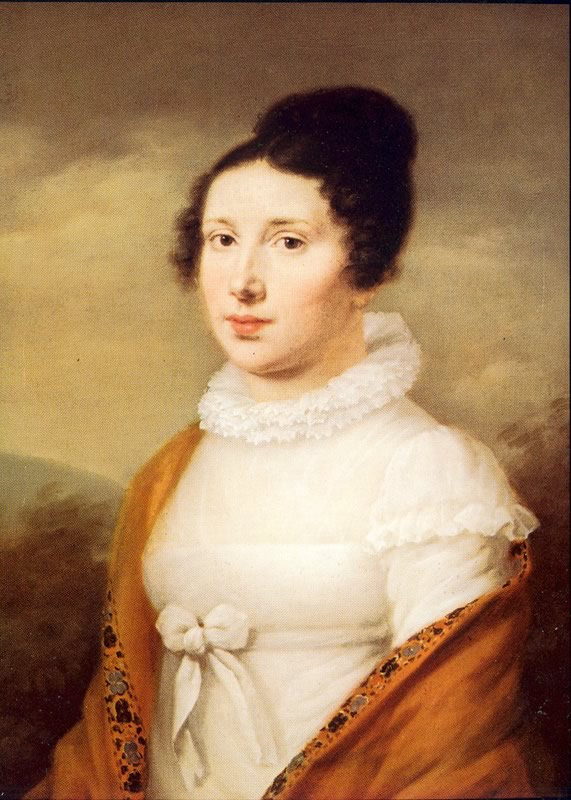
Elisabeth Röckel par Joseph Willibrord Mähler.

## Structure
Cette petite pièce est de forme rondo: Poco moto, 
, en la mineur. Elle comporte 103 mesures et sa durée d'exécution est d'environ 3 minutes.
La structure de la pièce, très marquée, est A–A–B–A–C–A. La partie principale, A, en la mineur, de caractère chantant est elle-même de structure très carrée a1–a2+reprise+a3–a1–a2+reprise avec a1 comme antécédent, a2 comme conséquent et a3 comme imitation, en do majeur. Elle consiste en un motif développé à la main droite, formant presque une succession de rosalies, accompagnée par les arpèges de la main gauche.
La section B, en fa majeur, est de caractère badin, en style galant, dix-huitiémiste, sur une basse d'Alberti, la mélodie n'étant énoncée qu'une seule fois et aboutissant directement à la transition en do avec des triples croches à la main droite. Après un jeu sur l'introduction de la pièce (alternance mi – ré) nous retrouvons la partie principale A pour une énonciation sans reprises (a1–a2–a3–a1–a2).
La section C, de caractère dramatique sur une pédale obstinée sur la, s'ouvre à la main droite sur un accord de septième diminuée, pour une idée mélodique quelque peu fiévreuse dans le contexte des autres sections, en deux parties, le début de la seconde partie répétant le début de la première et aboutissant par chromatisme en un si majeur napolitain (quoique cassé par le si) qui permet de revenir en la mineur. La transition se fait sur des arpèges montants en triolets de doubles croches suivie d'une gamme chromatique descendante permettant de revenir à la partie principale.

## Repères discographiques
- Artur Schnabel, 1938 (Naxos)
- Wilhelm Kempff, 1955 (Decca)
- Alfred Brendel, 1962 (Vox)[15]
- Wilhelm Kempff, 1964 (DG)[16]
- André Watts, 1974 (Sony)
- Alexis Weissenberg, 1978 (EMI Classics)
- Alfred Brendel, 1984 (Philips)[17]
- Philippe Entremont, 1985 (Sony)
- Brigitte Engerer, 1991 (Harmonia Mundi)
- Anatol Ugorski, 1991 (DG)
- François-René Duchâble, 1995 (Virgin Classics)
- Alfred Brendel, 1996 (Philips Classics)
- Rudolf Buchbinder, 2001 (Teldec classics)
- Trudelies Leonhardt, 2001 (Cascavelle)[18]
- Anne Queffélec, 2004 (Mirare)
- Leon Fleisher, 2005 (Vanguard Classics)[19].
- Linda Nicholson, 2007 (Accent)[20]
- Jean-Frédéric Neuburger, 2009 (Mirare)[21]
- Filippo Gamba (ru), 2011 (Decca)
- Jean-Marc Luisada, 2011 (Sony)[22]

## Dans la culture populaire

### En chanson
- En 1948, Armand Mestral chante Aux derniers rayons du soleil d'or sur la musique orchestrée de la Lettre.
- En 1959, Dario Moreno reprend le thème avec des arrangements latinos pour son tube Tout l'amour.
- En 1973, Anne Sylvestre en chante le thème principal dans Lettre ouverte à Élise et s'imagine en train de lui écrire.
- En 1982, Mireille Mathieu enregistre Élise, un texte de Claude Lemesle sur une musique d'Alain Goraguer qui reprend le thème de la Lettre à Élise en introduction et en conclusion et imagine Ludwig van Beethoven en train de composer l'oeuvre. Restée inédite jusqu'alors, la chanson est sortie en 2017 dans la compilation Made in France.
- En 1985, le thème principal est utilisé dans le solo de guitare du morceau Metal Heart du groupe Accept.
- En 2000, Whitney Houston interprète Same Script, Different Cast en duo avec Deborah Cox sur le thème de la Lettre à Élise.
- En 2003, le rappeur Nas utilise le morceau dans sa chanson I Can[23].
- En 2004, le premier motif du thème principal est utilisé dans le morceau The Stillborn One du groupe Necrophagist
- En 2017, Maia Reficco interprète Key of Life, un mashup contenant notamment la Lettre à Elise. Cette chanson est extraite de la série télévisée Kally's Mashup : La Voix de la pop.
- En 2020, sur son album Notre-Dame des sept douleurs, Klô Pelgag reprend la partie mélodique de la ballade dans sa chanson Für Élise. Elle y explore le mythe entourant le personnage de Élise : « elle est figée dans l'histoire qu'on a inventée sur elle ».
- En 2024, Faouzia reprend la partie mélodique de la balade pour sa chanson Fur Elise, dans laquelle elle y transmet son désir intense pour son bien-aimé, au point qu’elle sacrifierait sa vie et accepterait la tromperie. Elle souligne son souhait qu’ils la « jouent » et la trompent, comme si elle jouait des touches du piano, ou « Für Elise ». Même si au fond d'elle même, elle sait que quelles que soient les promesses faites, il finira par l’abandonner.

### Au cinéma
Sauf indication contraire, les informations mentionnées dans cette section peuvent être confirmées par le générique de fin de l'œuvre audiovisuelle présentée ici, ainsi que par la base de données cinématographiques IMDb,  présente dans la section « Liens externes ».
- En 1971, dans Mort à Venise de Luchino Visconti, elle est jouée dans l’hôtel par le jeune Tadzio, objet des désirs de Dirk Bogarde qui incarne un compositeur d'âge mûr librement inspiré de Gustav Mahler.
- En 1975, le compositeur italien Ennio Morricone utilise une partie de la musique pour l'un des morceaux de la bande originale du western de Damiano Damiani Un génie, deux associés, une cloche qui est rebaptisé pour l'occasion Cavalcata Per Elise.
- En 2003, dans Elephant de Gus Van Sant.
- En 2006, dans Célibataires de Jean-Michel Verner.
- En 2009, une adaptation ouvre le film d'animation La Véritable Histoire du chat botté réalisé par Jérôme Deschamps, Pascal Hérold et Macha Makeïeff. Elle est composée par Moriarty.
- En 2010/2011, Ron Weasley essaye de la jouer avec l'aide d'Hermione dans Harry Potter et les reliques de la mort de David Yates.
- Quentin Tarantino utilise des versions modifiées dans deux de ses films en 2009 et 2013 : Inglourious Basterds et Django Unchained.
- En 2013, dans Les beaux jours de Marion Vernoux.
- En 2015, la pièce musicale apparaît également dans le film américain The Walk : Rêver plus haut de Robert Zemeckis.
- En 2016, dans La Prunelle de mes yeux d'Axelle Ropert.
- En 2020, la mélodie est utilisée et remixée pour créer la bande-son de la bande-annonce du film Morbius de Daniel Espinosa.